# ناسداك نورديك

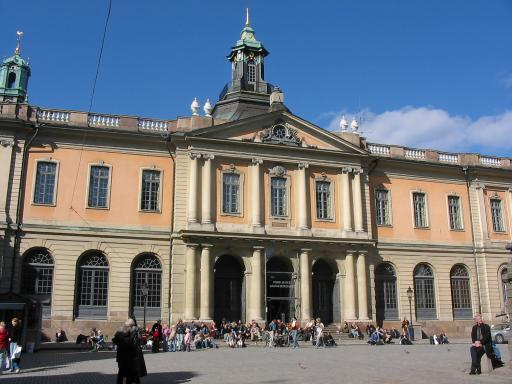
مبنى بورصة ستوكهولم القديم

ناسداك نوريك هو الاسم الشائع للشركات التابعة لـ ناسداك التي تقدم خدمات مالية وتعمل في أسواق الأوراق المالية في مناطق الشمال الأوروبي ودول البلطيق والقوقاز في أوروبا.
 يتم تشغيل البورصات التالية، مع أسماء السوق الرسمية بين قوسين، من قبل ناسداك نورديك:
- بورصة كوبنهاغن (ناسداك كوبنهاغن)

الشعار السابق المستخدم من عام 1971 إلى 2014 ، مع إضافة شعار ناسداك في عام 2007.

- بورصة ستوكهولم (بورصة ناسداك ستوكهولم)
- بورصة هلسنكي (ناسداك هلسنكي)
- بورصة أيسلندا (بورصة ناسداك أيسلندا)
- بورصة تالين (ناسداك البلطيق)
- ريغا للأوراق المالية (ناسداك البلطيق)
- بورصة فيلنيوس (ناسداك البلطيق)
- البورصة الأرمنية (استكملت في نوفمبر 2007 ، أعيدت تسميتها في بورصة ناسداك OMX أرمينيا في عام 2009) [9][10][11]

## روابط خارجية
- business.nasdaq.com - موقع المجموعة الرسمي
- nasdaqomxnordic.com - موقع الشمال الرسمي
- nasdaqbaltic.com - موقع البلطيق الرسمي